# Bosc-Roger-sur-Buchy
Pour les articles homonymes, voir Bosc, Bosc-Roger et Buchy.
Bosc-Roger-sur-Buchy est une ancienne commune française située dans le département de la Seine-Maritime, en Normandie. Depuis le 1er janvier 2017, elle est une commune déléguée de la commune nouvelle de Buchy.

## Toponymie
Bosc est un mot de l'ancien français, forme primitive de bois au sens d’« espace boisé ». Le mot existe encore sous cette forme graphique en normand et en occitan. On le trouve dans de nombreux toponymes.

## Politique et administration
| Période                                  | Période  | Identité        | Étiquette | Qualité |
| ---------------------------------------- | -------- | --------------- | --------- | ------- |
| janvier 2017                             | mai 2020 | Jacques SELLIER |           |         |
| mai 2020                                 | En cours | Dominique ALIX  |           |         |
| Les données manquantes sont à compléter. |          |                 |           |         |

| Période                                  | Période       | Identité                 | Étiquette | Qualité              |
| ---------------------------------------- | ------------- | ------------------------ | --------- | -------------------- |
| Les données manquantes sont à compléter. |               |                          |           |                      |
| 1842                                     | 1847          | Jean Baptiste LAMBERT    |           |                      |
| 1849                                     | 1857          | Jacques Stanislas FOLIOT |           |                      |
| 1857                                     | 1859          | Aimé Sincère NEVEUX      |           |                      |
| 1871                                     | 1902          | Philogène LEVASSEUR      |           |                      |
| 1906                                     |               | Georges PORTAL           |           |                      |
| 1920                                     |               | Dominique LETELLIER      |           |                      |
|                                          |               |                          |           |                      |
| 1933                                     | 1962          | Edouard POULAIN          |           |                      |
|                                          |               |                          |           |                      |
| 1971                                     | 1982          | René DELAHAYE            |           |                      |
| 1982                                     | 1995          | Raymond LEBLANC          |           |                      |
| 1995                                     | mars 2014     | René MOREL               |           | Agriculteur retraité |
| mars 2014                                | décembre 2016 | Jacques SELLIER          |           |                      |

## Démographie
L'évolution du nombre d'habitants est connue à travers les recensements de la population effectués dans la commune depuis 1793. Pour les communes de moins de 10 000 habitants, une enquête de recensement portant sur toute la population est réalisée tous les cinq ans, les populations de référence des années intermédiaires étant quant à elles estimées par interpolation ou extrapolation. Pour la commune, le premier recensement exhaustif entrant dans le cadre du nouveau dispositif a été réalisé en 2006.

En 2014, la commune comptait 735 habitants, en stagnation par rapport à 2008 (Seine-Maritime : +0,35 %, France hors Mayotte : +2,11 %).
| 1793 | 1800 | 1806 | 1821 | 1831 | 1836 | 1841 | 1846 | 1851 |
| ---- | ---- | ---- | ---- | ---- | ---- | ---- | ---- | ---- |
| 808  | 774  | 727  | 683  | 664  | 676  | 691  | 642  | 614  |

| 1856 | 1861 | 1866 | 1872 | 1876 | 1881 | 1886 | 1891 | 1896 |
| ---- | ---- | ---- | ---- | ---- | ---- | ---- | ---- | ---- |
| 575  | 544  | 495  | 502  | 499  | 548  | 504  | 535  | 520  |

| 1901 | 1906 | 1911 | 1921 | 1926 | 1931 | 1936 | 1946 | 1954 |
| ---- | ---- | ---- | ---- | ---- | ---- | ---- | ---- | ---- |
| 525  | 516  | 590  | 539  | 530  | 512  | 553  | 539  | 511  |

| 1962 | 1968 | 1975 | 1982 | 1990 | 1999 | 2006 | 2011 | 2014 |
| ---- | ---- | ---- | ---- | ---- | ---- | ---- | ---- | ---- |
| 474  | 445  | 488  | 556  | 610  | 650  | 703  | 736  | 735  |

## Culture locale et patrimoine

### Lieux et monuments
Église Notre-Dame-de-l'Assomption.